# Tomé Velho
Tomé Velho, nacido en Lamarosa, durante el siglo XVI  y fallecido el año 1632, fue un arquitecto y escultor portugués.

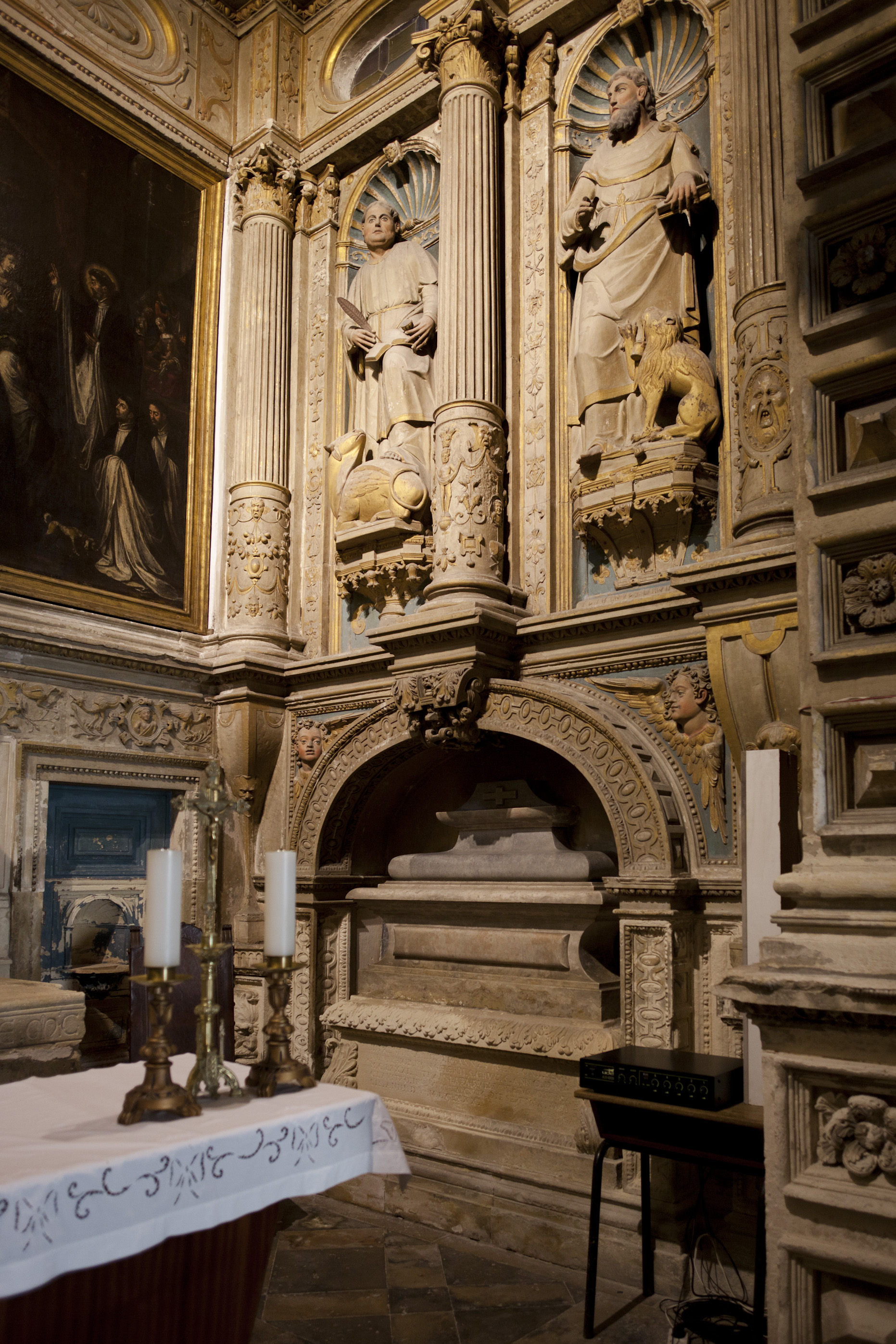
Capilla de San Teotónio. Monasterio de Santa Cruz

Discípulo de João de Ruão y continuador de su obra, en 1576 fue contratado por la  Universidad de Coímbra para acabar la Igreja de São Salvador de Bouças.

## Obras
Entre las mejores y más conocidas obras de Tomé Velho se incluyen las siguientes:
- Juntamente con su maestro hizo la remodelación de la iglesia del Crucifijo en Bouças.[2]
- en la sala capitular del Monasterio de Santa Cruz en Coímbra, fue el responsable de la edificación de la capilla renacentista de  São Teotónio. (entre 1580 y 1588)
- Retáblo de la Iglesia de Cantanhede.[2]
- Imágenes existentes en la Capilla del Sacramento de la Catedral Vieja de Coímbra.[2]
- Capilla del Mestre Escola Duarte de Melo.[1]